# Sprühkompaktieren
Sprühkompaktieren ist ein Fertigungsverfahren aus der Gruppe der Urformverfahren. Dabei wird zur Herstellung  von endkonturnahen Bauteilen oder von Halbzeugen (Blöcke, Bolzen, Scheiben, Bleche, Rohre) eine Metallschmelze durch eine Düse versprüht. Der Sprühstrahl ist auf ein Substrat oder eine Auffangfläche gerichtet, wo die flüssigen oder in der Erstarrung befindlichen Schmelztröpfchen zu einem festen Körper „kompaktiert“ werden. Versetzt man die Auffangfläche in eine langsame Rotation und zieht sie sukzessive nach unten weg, dann „wächst“ im Gegenzug ein bolzenförmiger Körper herauf.

## Ursprung
Als einer der Pioniere der Sprühkompaktierung gilt Professor Singer, der in den 1970er Jahren an der Universität Swansea in Wales neue Wege zur Urformung von Stahl suchte. Ausgehend vom Versprühen metallischer Schmelzen, welches bereits aus der Pulvermetallurgie bekannt war, ließ man aber die versprühten Schmelztröpfchen nicht zu Metallpulver erstarren, sondern der Sprühstrahl wurde direkt zu dem gewünschten festen Körper „kompaktiert“. Der Umweg der Pulvermetallurgie, nämlich das Pressen des Pulvers in eine Form und das Sintern, wird so vermieden.

## Vorteile
Die Vorteile des Sprühkompaktierens entstehen aus der hohen Abkühlungsgeschwindigkeit. Diese liegt mit 1000 bis 10000 K/s nur leicht unter den Abkühlungsgeschwindigkeiten der Pulvermetallurgie, aber mehrere Größenordnungen über den Abkühlungsgeschwindigkeiten von klassischen Gießverfahren. Dadurch werden die Möglichkeiten der Metallurgie gegenüber den Gießverfahren erheblich erweitert. Durch das Sprühkompaktieren lassen sich Legierungen herstellen, die man weder mit der Gießereitechnik noch mit der Umformtechnik herstellen könnte. Sprühkompaktierte Stähle haben ein besonders homogenes Werkstoffgefüge, Seigerungen lassen sich weitgehend vermeiden. Spezielle Gefügebestandteile, die man zum Erreichen besonderer Werkstoffeigenschaften benötigt, wie z. B. Mangansulfide oder Carbide, lassen sich beim Sprühkompaktieren wesentlich feinkörniger herstellen, als bei der Gießtechnik. In der Folge werden Festigkeit und Zähigkeit verbessert. Auch bei Aluminium- und Magnesiumlegierungen lassen sich durch das Sprühkompaktieren besonders leistungsfähige Legierungen mit hohen Festigkeiten und Temperaturfestigkeiten herstellen.

## Nachteile
Ein Nachteil des Sprühkompaktierens besteht in den Sprühverlusten (Overspray). Wie in der Lackiertechnik ist es unvermeidlich, dass ein gewisser Anteil des Sprühstrahls sein Ziel verfehlt. Ein weiterer potenzieller Nachteil besteht darin, dass sich ein 100 % porenfreier Werkstoff mit dem Sprühkompaktieren normalerweise nicht herstellen lässt.

## Varianten
- Die Verdüsung der Schmelze kann durch einen Gasstrahl oder durch Zentrifugalkräfte erfolgen.
- Eine Gasdüse kann man mit einem Inertgas oder mit einem Reaktionsgas betreiben.
- Zusätzlich zum Schmelzsprühstrahl kann man mit einem Pulverstrahl feste Partikel zuführen.
- Man kann mehrere Schmelzsprühstrahlen gleichzeitig verwenden.
- Das Substrat lässt sich auf vielfältige Art linear und rotatorisch bewegen.